# Сен-Жан-де-Валь
Сен-Жан-де-Валь (фр. Saint-Jean-de-Vals, окс. Sant Joan de Vals) — коммуна во Франции, находится в регионе Юг — Пиренеи. Департамент — Тарн. Входит в состав кантона Кастр-2. Округ коммуны — Кастр.
Код INSEE коммуны — 81256.

## География

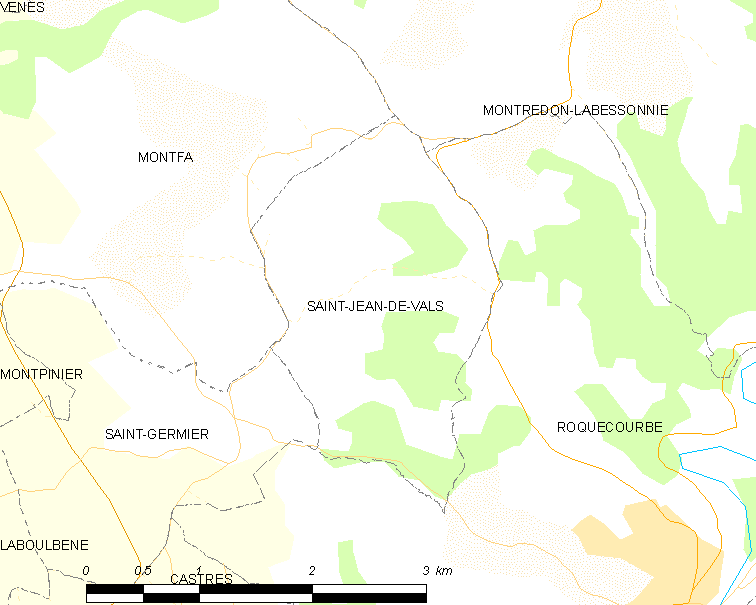
Карта коммуны

Коммуна расположена приблизительно в 580 км к югу от Парижа, в 70 км восточнее Тулузы, в 28 км к югу от Альби.

## Климат
Климат умеренно-океанический. Зима мягкая и дождливая, лето жаркое с частыми грозами. Ветры довольно редки.

## Население
Население коммуны на 2010 год составляло 73 человека.
| 1962 | 1968 | 1975 | 1982 | 1990 | 1999 | 2010 |
| ---- | ---- | ---- | ---- | ---- | ---- | ---- |
| 70   | 73   | 56   | 55   | 51   | 55   | 73   |

## Экономика
В 2007 году среди 35 человек в трудоспособном возрасте (15—64 лет) 28 были экономически активными, 7 — неактивными (показатель активности — 80,0 %, в 1999 году было 61,1 %). Из 28 активных работали 23 человека (14 мужчин и 9 женщин), безработных было 5 (3 мужчин и 2 женщины). Среди 7 неактивных 2 человека были учениками или студентами, 3 — пенсионерами, 2 были неактивными по другим причинам.